# أبيمال غوزمان
أبيمال غوزمان ولد مانويل روبين أبيمايل غوزمان (Manuel Rubén Abimael Guzmán Reynoso) أو المعروف باسمه الحركي –الرئيس غونزاو- في 3/12/1934 بروفسور الفلسفة السابق والمنظر الماركسي اللينيني الماوي وقائد الثورة في البيرو، أطلق الرئيس غونزالو في نهاية السبعينات الحرب الشعبية الثورية في البيرو من خلال الحزب الشيوعي البيروفي ومنظمة الدرب المضئ التي أعلنت الحرب الثورية رسميا في 17/5/1980، اعتقلته السلطات البيروفية عام 1992 وحكمت عليه بالسجن مدى الحياة بتهم (الإرهاب) ويمضي الرئيس غونزالو سجنه في العاصمة البيروفية ليما قرب مدينة كالاو في قاعدة عسكرية بحرية وتحت حراسة مشددة

## حياته
ولد الرئيس غوزمان في مدينة موليندو وهي ميناء في محافظة ايسلاي في منطقة اريكويبا (1000 كلم جنوب العاصمة ليما) توفيت والدته وهو في عمر خمسة سنوات، عاش مع عائلة امه ودرس في جامعة سان اغوستين الوطنية البيروفية، كان في سن 19 عاماً معروفا بالخجل والانضباط والتقشف، بعدما انتشرت الأفكار الماركسية بين الطلبة في الجامعة لفت انتبهه مقالات لتفسير الواقع في البيرو من كتابات خوسيه كارلوس مارياتيغي مؤسس الحزب الشيوعي في البيرو،
في جامعة اريكويبا، أكمل الرئيس غونزالو درجة البكالوريوس في الفلسفة والقانون. وكتب عدة أطروحات (نظرية كانط الفضائية)و (الدولة الديموقراطية البرجوازية).

## عمله السياسي والعسكري

صورة غوزمان في سجنه

تبنى الرئيس غونزالو في الستينات وبدايتها النهج الماركسي اللينيني المعادي للتحريفية الخورتشوفية واتطلع على أعمال الرئيس ماو تسي تونغ واعتبرها تطورا ثالثا في الماركسية اللينينية التي عرفت بـالماوية، واستمرت الحرب الشعبية الثورية بين شد وجذب حتى التسعينات، حوكم الرئيس غونزالو على يد قضاة مقنعين وكانت هذه الفكرة لحماية القضاة من انتقام المنظمة الثورية (الدرب المضيء) التي انتقمت من كل من أساء للرئيس غونزالو وساهم في اعتقاله وقتلت كل القضاة والعسكر الذين ساهموا بالحكم على أعضاء المنظمة وتعذيبهم على مر التاريخ للحزب الشيوعي البيروفي والحرب الشعبية، وظهر الرئيس غونزالو عام 1993 على التلفاز البيرفي يدعو للسلام مع الحكومة البيروفية الأمر الذي قام بشق الحركة لفترة طويلة، وتبين فيما بعد أن هذه العبارات كانت مدبلجة وكاذبة، وبالرغم من استقالة 6000 مقاتل ثوري بعد هذا الظهور إلا أعضاء هذه المنظمة قاموا بإعادة تنظيم انفسهم واستمروا في الحرب الشعبية حتى الآن، بعد أن بقي الرئيس غونزالو في السجن لمدة 10 أعوام تقريبا تقرر إعادة محاكمته مع 1800 معتقل في سجون السلطات البيروفية بعد أن حكمت المحكمة الدستورية البيروفية أن المحاكمات العسكرية غير دستورية، وكانت الصاعة التي نزلت على رؤوس النظام والسلطة الفاشية، دخل إلى قاعة المحكمة وإذ به يترك القضاة ويلتفت للصحفيين ويبدأ ب الهتاف: عاش الحزب الشيوعي البيروفي، عاشت الماركسية اللينينة الماوية، عاشت الحرب الشعبية، مما نسف الدبلجة التي حاكها النظام وهدفت إلى تصوير الرئيس غونزالو قد ألقى السلاح وترك العمل الثوري، بقي الرئيس غونزالو في السجن حتى كتابة هذه السطور، وما زال ملهما للعديد من المنظمات الماوية ورمزاً من رموزها العالمية، وهو كما يصنفه الماويون: بحق قائد بروليتاري عالمي كان ملهما للعديد من الحركات الثورية، وهو الآن برغم كبر سنه ما زال في زنزانة انفرادية، ولكن برغم سجنه إلا أن أفكاره الثورية ما زالت تنتشر والثورات التي بدأها عراب الثورة البروليتارية الرئيس غوزمان تنتصر وتتقدم بالعالم كله.
وتقوم الحركات الماوية العربية بترجمة أعماله الفكرية وسيرته ونشرها بين الشيوعيين

## وصلات خارجية
- أبيمال غوزمان على موقع الموسوعة البريطانية (الإنجليزية)
- أبيمال غوزمان على موقع مونزينجر (الألمانية)